# Cyrtandra nudiflora
Cyrtandra nudiflora är en tvåhjärtbladig växtart som beskrevs av Charles Baron Clarke. Cyrtandra nudiflora ingår i släktet Cyrtandra och familjen Gesneriaceae. Inga underarter finns listade i Catalogue of Life.